# Lataisi Mwea
Lataisi Mwea (* 26. Juli 2000 in South Tarawa) ist ein kiribatischer Leichtathlet.

## Biografie
Lataisi Mwea begann 2019 am OAA High Performance Training Centre in Gold Coast City, Australien zu trainieren. Dort trainierte er im Hochsprung und konnte am 6. Oktober 2019 mit einer Höhe von 2,00 Metern einen neuen nationalen Rekord aufstellen.
Nach einem Trainerwechsel zu Andrew Lulham konzentrierte Mwea sich auch auf den Sprint. Mit Beginn der COVID-19-Pandemie im März 2020 konnte er nicht in sein Heimatland zurück und blieb in Australien. Bereits im Februar 2021 konnte er mit einer Zeit von 22,54 s über 200 m einen weiteren neuen nationalen Rekord aufstellen.
Bei den Olympischen Sommerspielen 2020, welche im Juli und August 2021 ausgetragen wurden, startete er über 100 m, schied allerdings in seinem Vorlauf mit einer Zeit von 11,25 s aus.